# Scottsville (Wirginia)
Scottsville – miasto w Stanach Zjednoczonych, w stanie Wirginia, w hrabstwie Fluvanna.